# Worbarrow Tout
Worbarrow Tout ist eine Landspitze am östlichen Ende von Worbarrow Bay östlich von Lulworth Cove auf der Halbinsel Isle of Purbeck in der Grafschaft Dorset, an der Ärmelkanalküste von England. 

## Lage
Die Worbarrow Bay liegt etwa sechs Kilometer südlich von Wareham und circa 16 Kilometer westlich von Swanage. 
Der konische Hügel Worbarrow Tout war ursprünglich Teil von Gad Cliff im Osten, ist jetzt aber durch die kleine Bucht Pondfield Cove getrennt. Worbarrow Bay und Worbarrow Tout sind Teil der Jurassic Coast.
- siehe auch Liste der Orte entlang der Jurassic Coast

## Geologie
Worbarrow Bay entstand in der Kreidezeit, vor etwa 145 bis 90 Millionen Jahren. Die Klippen der Bucht enthält Schichten aus Oberkreide, Mittlere Kreide, Greensands, Gault, Wealden Beds, Purbeck und Portland. Durch die Auswirkungen der Purbeck Monoklinale sind die gebildeten Gesteine komplex gefaltet, wobei alle Sedimente vertikal um etwa 45 Grad geneigt wurden. 
Die Klippen Sedimente wurden auch horizontal gedreht. Deshalb wird die Kreide auf der Rückseite der Bucht gefunden, während der Portland Stone und die Purbeck Betten die Front bilden. Worbarrow Tout besteht aus den 150.000.000 Jahre alten Portland-Kalkstein und die 147.000.000 Jahre alte Purbeck Betten.
Worbarrow Tout hat eine spitze in Form und die steilen Winkel der Gesteinsschichten zeigen deutlich die komplexe Faltung in diesem Bereich. Verursacht wurde das ganze durch den tektonischen Druck als die Kontinente Afrika und Europa kollidierten vor rund 30 Millionen Jahren und die Alpengebirgskette damals bildeten.